# Вестерн-Спрінгс (Іллінойс)
Вестерн-Спрінгс (англ. Western Springs) — селище (англ. village) в США, в окрузі Кук штату Іллінойс. Населення — 13 629 осіб (2020).

## Географія
Вестерн-Спрінгс розташований за координатами 41°48′8″ пн. ш. 87°54′2″ зх. д. / 41.80222° пн. ш. 87.90056° зх. д. (41.802227, -87.900558). За даними Бюро перепису населення США в 2010 році селище мало площу 7,23 км², уся площа — суходіл.

## Демографія
Згідно з переписом 2010 року, у селищі мешкало 12 975 осіб у 4403 домогосподарствах у складі 3646 родин. Густота населення становила 1794 особи/км². Було 4590 помешкань (635/км²).
Расовий склад населення:
| - 96,8 % — білих - 1,4 % — азіатів - 0,4 % — чорних або афроамериканців - 0,1 % — корінних американців |

До двох чи більше рас належало 0,9 %. Частка іспаномовних становила 2,8 % від усіх жителів.
За віковим діапазоном населення розподілялося таким чином: 32,3 % — особи молодші 18 років, 53,6 % — особи у віці 18—64 років, 14,1 % — особи у віці 65 років та старші. Медіана віку мешканця становила 42,2 року. На 100 осіб жіночої статі у селищі припадало 94,0 чоловіків; на 100 жінок у віці від 18 років та старших — 89,5 чоловіків також старших 18 років.
Середній дохід на одне домашнє господарство становив 192 936 доларів США (медіана — 141 607), а середній дохід на одну сім'ю — 216 392 долари (медіана — 166 781). Медіана доходів становила 135 431 долар для чоловіків та 81 462 долари для жінок. За межею бідності перебувало 1,3 % осіб, у тому числі 0,8 % дітей у віці до 18 років та 2,8 % осіб у віці 65 років та старших.
Цивільне працевлаштоване населення становило 5884 особи. Основні галузі зайнятості: освіта, охорона здоров'я та соціальна допомога — 25,1 %, науковці, спеціалісти, менеджери — 21,5 %, фінанси, страхування та нерухомість — 17,8 %.

## Уродженці
- Мелінда Кулеа (* 1955) — кіноакторка.